# Гомес, Сочи
Со́чи Го́мес-Дэ́йнс (англ. и исп. Xochitl Gomez-Deines /ˈsoʊtʃi/; род. 29 апреля 2006, Лос-Анджелес, Калифорния) — американская актриса, наиболее известная по роли Дон Шафер в сериале «Клуб нянь» и Америки Чавес в фильме Кинематографической вселенной Marvel «Доктор Стрэндж в мультивселенной безумия».

## Биография
Сочи Гомес родилась в Лос-Анджелесе, Калифорния. Свои первые шаги в актёрской карьере Гомес сделала в пятилетнем возрасте. Её дебютным спектаклем был «Русалочка», в котором юная актриса сыграла одну из сестёр Ариэль. Ещё одной из её театральных ролей была роль лошади в мюзикле «Красавица и чудовище». На протяжении всего спектакля ей приходилось издавать звуки лошади. Всего на её счету было около 20 постановок.
Гомес начала карьеру в кино в 2016 году, снявшись в эпизодической роли в фильме «Interwoven». В 2017 году она получила роль юной Адрианы в мини-сериале «Злые вещи». В 2020 году на стриминговом сервисе Netflix вышел сериал «Клуб нянь», в котором Сочи исполнила роль Дон Шафер. В декабре 2020 года компания Marvel Studios объявила, что Гомес сыграет Америку Чавес в фильме «Доктор Стрэндж: В мультивселенной безумия» (2022), действие которого будет происходить в медиафраншизе «Кинематографическая вселенная Marvel».
Её имя, Сочи, означает «цветок» на языке науатль, на котором говорят в Мексике и других странах Центральной Америки.

## Избранная фильмография
| Год  |    | Русское название                          | Оригинальное название                       | Роль                 |
| ---- | -- | ----------------------------------------- | ------------------------------------------- | -------------------- |
| 2016 | ф  | —                                         | Interwoven                                  | соседская девочка    |
| 2017 | с  | Злые вещи                                 | Evil Things                                 | юная Адриана         |
| 2017 | с  | —                                         | Matty Paz Is a Noob                         | Лили                 |
| 2018 | с  | Дом Рэйвен                                | Raven’s Home                                | школьная журналистка |
| 2019 | с  | Ты — воплощение порока                    | You’re The Worst                            | ребёнок              |
| 2019 | ф  | Теневые волки                             | Shadow Wolves                               | Чаки                 |
| 2020 | с  | Погоня за американской мечтой             | Gentefied                                   | юная Ана             |
| 2020 | ф  | —                                         | Roped                                       | Эмма                 |
| 2020 | с  | Клуб нянь                                 | The Baby-Sitters Club                       | Дон Шафер            |
| 2022 | ф  | Доктор Стрэндж: В мультивселенной безумия | Doctor Strange in the Multiverse of Madness | Америка Чавес        |
| 2026 | мф | Кот в шляпе                               | The Cat in the Hat                          | Габби                |
| ТВА  | ф  | Большая медведица                         | Ursa Major                                  | Натали               |

## Премии и номинации
| Год  | Награда       | Категория                                   | Работа        | Результат |
| ---- | ------------- | ------------------------------------------- | ------------- | --------- |
| 2020 | Молодой актёр | Лучшая роль второго плана актёра-подростка. | Теневые волки | Победа    |